# Baai van Neiba
De Baai van Neiba (Spaans: Bahía de Neiba) is een baai van de Caraïbische Zee aan de kust van de Dominicaanse Republiek in de provincie Barahona. Aan de baai ligt de stad Barahona. De baai is genoemd naar de stad Neiba, die wat verderop in het binnenland ligt.
De baai wordt begrensd door de Punta Avarena en de Punta Martin Garcia. Het is een ruime baai met diep water. Aan de kust begint het laagland van de Valle de Neiba. In de baai komt de rivier Yaque del Sur in zee uit. 
De baai kent drie beschermde natuurgebieden: 
- Arrecifes del Suroeste (Riffen van het Zuidwesten), 2707km², UICN-categorie: IV, Biotoop;
- Humedales del Bajo Yaque del Sur (Wetlands van de Beneden-Yaque del Sur), 58km², UICN-categorie: IV, Biotoop;
- Sierra Martín García (Bergketen Martín García), 262km², UICN-categorie: II, Nationaal park.